# Александр Дюма (батько)
Алекса́ндр Дюма́-ба́тько (фр. Alexandre Dumas, père) (24 липня 1802, Віллер-Котре — 5 грудня 1870, Пюї) — французький письменник, чиї пригодницькі романи зробили його одним з найбільш читаних французьких авторів у світі. Також був драматургом і журналістом.

## Життєпис
Батько Александра Дюма, Тома-Александр, син маркіза Даві де Ла Пелетрі та чорношкірої рабині Кессетти Дюма, народився в Санто-Домінго і був єдиним з усіх позашлюбних дітей маркіза, якого той визнав й узаконив. Однак надалі Тома-Александр посварився з батьком і взяв прізвище матері. Батько був вояком французької республіканської армії, дослужився до генерала за часів наполеонівських воєн; помер у 1806, коли Александру було лише чотири роки.
Незважаючи на бідність, сім'я мала добру репутацію та зв'язки серед аристократії, котрі допомогли двадцятирічному Александру отримати посаду в Пале-Рояль в Парижі в канцелярії герцога Орлеанського.
Александр розпочав писати статті для журналів і п'єси. Перша п'єса, «Генріх III і його двір» (Henri III et sa cour, 1829) мала великий успіх, зрештою як і друга, «Крістіна» (Christine ou Stockholm, Fontainebleau et Rome, 1830), після чого Дюма зміг заробляти собі на життя творчістю. У 1835 році вийшов його перший роман «Ізабелла Баварська» (Isabel de Bavière). З того часу газети почали друкувати його численні романи.
У 1840 році він одружився з актрисою Іді Фер'єр, але мав інтимні стосунки з іншими численними жінками. Результатом стало троє позашлюбних дітей; один із них, узаконений батьком Александр Дюма-син, також став успішним письменником і драматургом. Дюма заробляв значні гроші, але постійно витрачав їх на розкішний спосіб життя і жінок. Видавав журнал і заснував театр — і те, й інше закінчилось невдачею.
В опалі після перевороту 1851 року втік до Брюсселя (Бельгія) від кредиторів.
Знаючи про складне фінансове становище Дюма, російські урядовці вирішили запросити його до Росії, сподіваючись, що наслідком мандрівки стане книжка, яка позитивно вплине на громадську думку Європи і спростує «антиросійські» випади Астольфа де Кюстіна. При цьому, щоб мандрівка не виглядала «домовленою» з урядом, запрошував Дюма Григорій Кушелєв-Безбородько як приватна особа. Письменник провів у Росії загалом два роки (1858—1859).
Брав участь у боротьбі за об'єднання Італії.
Помер 2 грудня 1870 року.
У 2002 році прах Дюма був перенесений до паризького Пантеону. Його твори були перекладені багатьма мовами і слугували основою для численних театральних постановок і фільмів.
За 20 років літературної праці він написав близько 400 романів і 35 п'єс, а зібрання його творів склало 301 том.

## Екранізація творів
За його творами в Україні поставлено фільми:
- «Д'Артаньян та три мушкетери» (1979, т/ф, 3 а),
- а на основі роману «Граф Монте-Крісто» — «В'язень замку Іф» (1988, т/ф, 3 а).

## Українські переклади
Українською перекладено декілька творів Дюма, зокрема роман «Три мушкетери», який 1982 року переклав українською Роман Терещенко. Окрім того, в 1924—1925 роках у Вінніпезі був опублікований український переклад роману «Граф Монте-Крісто» в 4 томах.
Вибрані видання
Коломбо
Александер Дюма. Коломба: історичний роман з французької. Переклад з французької: ?. 1948. 96 стор. (бібліотека цікавої літератури)
Граф Монте-Крісто
- Алексадер Діма. Граф Монте-Крісто у 4 томах. Переклад з французької: Ю. Паславський, В. І. Старицький. Вінніпег: Українська видавнича спілка в Канаді, 1924—1926. 321, 281, 314, 307 стор.
- Александр Дюма. Граф Монте-Крісто у 2 томах / пер. з фр. Ігор Андрущенко. — Тернопіль. : Навчальна книга — Богдан, 2017-2018. — 528, 464 с. — ISBN 978-966-10-5228-3. (том 1) ISBN 978-966-10-5737-0 (том 2)
- Олександр Дюма. Граф Монте-Крісто / пер. з фр. Хуторна Т.А.. — К. : ФОП Стебеляк О. М., 2018. — 1112 с. — ISBN 978-966-1635-45-5, (альтернативна палітурка ISBN 978-000-0072-84-6)
- Александр Дюма. Граф Монте-Крісто / пер. з фр. Леонід Кононович. — К. : #книголав, 2018. — ? с. ISBN 978-617-7563-10-4

Три мушкетери
- Александр Дюма. Три мушкетери. Скорочений переклад з французької: С. Столбцов; обробка Р. М. Азарх. Харків: Держлітвидав. 1930. 404 стор.
  - (передрук) Александр Дюма. Три мушкетери. Скорочений переклад з французької: О. Столбцов; малюнки: В. Дунаєв. Київ: Школа, 2007. 543 стор. : ілюстр. ISBN 966-661-692-0 («Школа»). — ISBN 966-339-539-7 (НКП) (Світ неймовірних пригод)
- Александр Дюма. Три мушкетери. Переклад з французької: Л. Александрова. Одеса: Дитвидав ЦК ЛКСМУ. 1937. 480 стор.
- Александр Дюма. Три мушкетери: Роман з XYII віку. Переповів з французької: Микола Голубець. Львів: Видання Івана Тиктора. 1938. 206 стор.
- Александр Дюма. Три мушкетери. Переклад з французької та примітки: Роман Терещенко; післямова: М. С. Трєскунов; малюнки: С.Якутовича. Київ: Веселка, 1982. 614 стор. : ілюстр. (Бібліотечна серія)
  - (передрук) Александр Дюма. Три мушкетери. Переклад з французької та примітки: Роман Терещенко. Київ: Дніпро, 1992. 622 стор. ISBN 5-308-01322-5 (Фантастика. Пригоди. Детектив)
  - (передрук) Александр Дюма. Три мушкетери. Переклад з французької та примітки: Роман Терещенко. Тернопіль: НК-Богдан; Київ: Веселка, 2004. 624 стор. ISBN 966-692-405-6 (НК-Богдан), ISBN 966-01-0317-4 (Веселка)
  - (передрук) Александр Дюма. Зібрання творів у вісімдесяти томах. Том 1: Три мушкетери. Переклад з французької: Роман Терещенко. Львів, Видавництво «Оксарт» / «Каменяр», 1995. ISBN 978-577-450-567-8 (фактично вийшов лише перший том «Три мушкетери» з 80)
- Александр Дюма. Три мушкетери. Переклад з французької: ?. Харків: Ранок / Веста, 2007. 640 стор. ISBN 978-966-08-0798-3 (Оксамитова колекція).
- Александр Дюма. Три мушкетери: за романом О. Дюма. Переказ з французької: Тетяна Шахматенко; укладання енциклопедії: Г. К. Панченко; малюнки: Н. О. Ель-Маулюд. Харків: Фактор, 2004, 2005. 112 стор. ілюстр. (Чарівний ліхтар (Бібліотека пригод для дітей «Laterna magica»)) ISBN 966-312-176-9
- Александр Дюма. Три мушкетери. Переклад з французької: Володимир Верховень. Харків: Фоліо, 2006. 512 стор. ISBN 966-03-3457-5 (Серія «Зарубіжна класика»), ISBN 966-03-2881-8 (серія "Бібліотека пригод)
- Александр Дюма. Три мушкетери . Переклад з французької: Олена Росінська. Донецьк: БАО, 2007. 640 стор. : ілюстр. (Бібліотека світового бестселера) ISBN 978-966-338-769-7

Робін Гуд
- Александр Дюма. Робін Гуд. Переклад з французької: С. Буда. Київ: Держлітвидав, 1936. 622 стор. [Джерело ??]

Королева Марго
- Королева Марго. У 2 томах. Переклала з французької Ольга Косач-Кривинюк. Київ, «Рух», 1930. Приблизно по 250 сторінок кожен том.
- Королева Марго. Переклав з французької Сергій Буда. Держлітвидав, 1937. Перевидано в 2017, Львів, «Апріорі», ISBN 978-617-629-372-9[12]
- Александр Дюма. Королева Марго. Переклад з французької: Олена Росінська. Донецьк: БАО, 2006. 543 стор. : ілюстр. (Бібліотека світового бестселера) ISBN 966-338-522-7

Графиня де Монсоро
Наприкінці 1930-х років цей роман переклав Сергій Буда. Книжку так і не видали, проте є інформація, що понад рік текст був у матрицях. Існував шанс, що хоча б машинописний варіант зберігся в архівах ЦДАВО. 15 січня 2019 року здійснено запит до довідкової ЦДАВО. Є рукопис перекладу цього роману та інших творів[джерело?].
Наполеон
- Олександр Дюма. Наполеон: Життєпис / пер. з фр. ?. — К. : Брайт Букс, 2017. — 248 с. — ISBN 978-617-7418-38-1.